# Kasteel Kolossi
Kasteel Kolossi (Grieks: Κάστρο του Κολοσσιού, Kastro tou Kolossiou) is een kasteel een paar kilometer buiten de stad Limasol op Cyprus, in het dorp Kolossi. Het was van groot strategisch belang omdat het de suikerproductie van Cyprus omvatte, een van de belangrijkste exportproducten van het eiland in de middeleeuwen. Het oorspronkelijke kasteel werd waarschijnlijk gebouwd in 1210 door Frankische militairen toen het gebied rondom Kolossi door Hugo I van Cyprus aan de Maltezer Orde werd geschonken. Het huidige kasteel werd gebouwd in 1454 door de Maltezer Orde. Bewoners van het kasteel waren onder andere Richard I van Engeland, de Orde van de tempeliers en de reeds genoemde Maltezer Orde.
Nabij het kasteel ligt het Kolossiaquaduct, een Romeins aquaduct dat water naar het kasteel bracht.